# Sergipe
Sergipe [sɛhˈʒipi], amtlich portugiesisch Estado de Sergipe, ist ein Bundesstaat in der Region Nordosten von Brasilien. 

## Name
Der Bundesstaat hat seinen Namen von dem Fluss Rio Sergipe, an dessen westlichem Ufer die Hauptstadt Aracaju liegt.

## Geographie
Sergipe ist der flächenmäßig kleinste Staat Brasiliens. Er grenzt an die brasilianischen Bundesstaaten Alagoas und Bahia sowie an den Atlantischen Ozean.
Die nördliche Grenze bildet der Rio São Francisco, ein 3199 km langer Strom.
Sergipe hatte 2.068.017 Einwohner laut der Volkszählung 2010 des IBGE und eine Fläche von 21.915 km². Damit lag die Bevölkerungsdichte bei 94,36 Einwohnern pro km². Das IBGE legte eine Schätzung vom 1. Juli 2021 vor, wonach die Bevölkerung auf 2.338.474 Einwohner angewachsen sein könnte.
Knapp zwei Drittel der Sergipanos leben in Städten, die meisten davon in der Hauptstadt Aracaju.
Typisch für Sergipe sind die Jangadas, hochseetaugliche Flöße mit charakteristischen Dreieckssegeln, mit denen die Fischer aufs Meer fahren.

## Politik

### Exekutive
Gouverneur ist seit dem 6. April 2018 Belivaldo Chagas des PSD. Er hatte den Posten von Amts wegen von seinem Vorgänger Jackson Barreto übernommen, der in diesem Jahr für den Bundessenat kandidieren wollte. Bei den Wahlen in Brasilien 2018 wurde Chagas 50. Gouverneur des Bundesstaates. Zu seiner Vizegouverneurin wurde Eliane Aquino des Partido dos Trabalhadores (PT).

### Legislative
Oberstes gesetzgebendes Organ ist die Legislativversammlung von Sergipe (ALSE, Assembleia Legislativa de Sergipe) aus 24 Abgeordneten.

### Judikative
Die oberste richterliche Gewalt liegt bei dem Tribunal de Justiça do Estado de Sergipe aus 13 Richtern.

## Munizipien
Siehe auch: Liste der Gemeinden in Sergipe

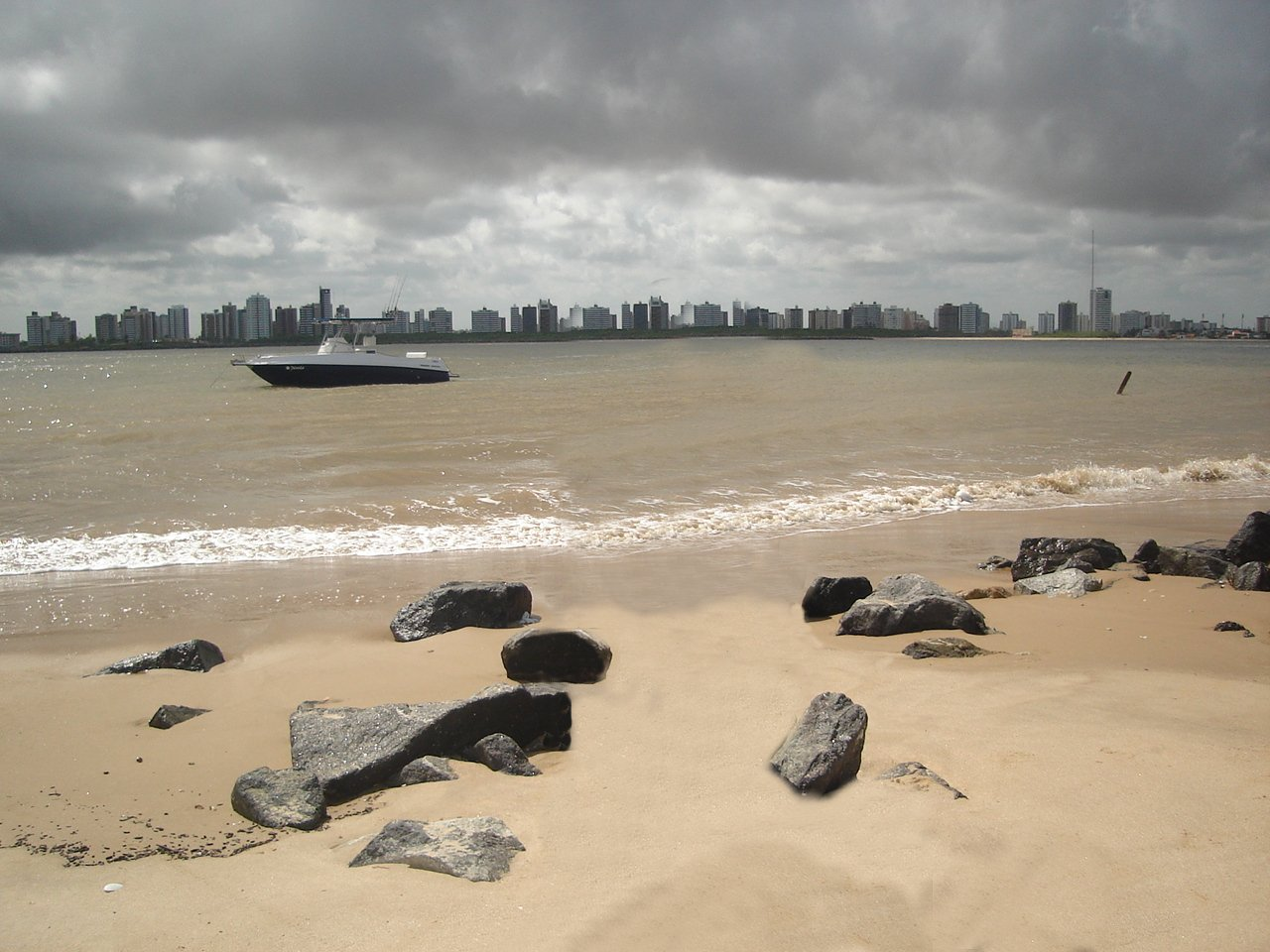
Aracaju und Rio Sergipe

Sergipe hat 75 Gemeinden mit dem Status eines município. Die größten Städte sind mit ihren Einwohnerzahlen vom 1. Juli 2010 und Schätzungen zum 1. Juli 2018:
| Gemeinde                 | Einwohner Zensus 2010 | Schätzung 2018 |
| ------------------------ | --------------------- | -------------- |
| Aracaju                  | 571.149               | 648.939 ▲      |
| Nossa Senhora do Socorro | 160.827               | 181.503 ▲      |
| Lagarto                  | 94.861                | 103.576 ▲      |
| Itabaiana                | 86.967                | 94.696 ▲       |
| São Cristóvão            | 78.864                | 89.027 ▲       |
| Estancia                 | 64.409                | 68.804 ▲       |
| Tobias Barreto           | 48.040                | 51.843 ▲       |
| Itabaianinha             | 38.910                | 41.684 ▲       |
| Simão Dias               | 38.702                | 40.486 ▲       |
| Nossa Senhora da Gloria  | 32.497                | 36.514 ▲       |
| Poço Redondo             | 30.880                | 34.412 ▲       |
| Capela                   | 30.761                | 33.904 ▲       |
| Itaporanga d’Ajuda       | 30.419                | 33.994 ▲       |
| Propriá                  | 28.451                | 29.559 ▲       |
| Porto da Folha           | 27.146                | 28.497 ▲       |
| Laranjeiras              | 26.902                | 29.567 ▲       |
| Boquim                   | 25.533                | 26.731 ▲       |
| Barra dos Coqueiros      | 24.976                | 29.873 ▲       |
| Canindé de São Francisco | 24.686                | 29.430 ▲       |
| Nossa Senhora das Dores  | 24.580                | 26.460 ▲       |
| Umbaúba                  | 22.434                | 25.033 ▲       |
| Poço Verde               | 21.983                | 23.586 ▲       |

## Wirtschaft
Sergipe besitzt eine gut entwickelte Landwirtschaft. Außerdem werden in dem Bundesstaat Erdöl und Gas gefördert.
Darüber hinaus ist Sergipe wegen seines Kunsthandwerks bekannt. Zu den hier gefertigten Produkten gehören Artikel aus Leder, Holz, Textilien und Keramik.
Sergipe ist auch bekannt für seine langen Strände, die sich gut zum Baden eignen.

## Bildung
- Universidade Federal de Sergipe – UFS